# Catonia pumilla
Catonia pumilla är en insektsart som beskrevs av Van Duzee 1908. Catonia pumilla ingår i släktet Catonia och familjen vedstritar. Inga underarter finns listade i Catalogue of Life.